# Molophilus (Austromolophilus) denise
Molophilus (Austromolophilus) denise is een tweevleugelige uit de familie steltmuggen (Limoniidae). De soort komt voor in het Australaziatisch gebied.